# Charles Groenhuijsen
Carolus Johannes Franciscus (Charles) Groenhuijsen (Joure, 16 april 1954) is een Nederlands journalist en publicist.

## Biografie

### Jeugd en opleiding
Groenhuijsen groeide op in een katholiek gezin. Hij volgde aanvankelijk de middelbare school in Sneek op het Magister Alvinus Gymnasium, en zette zijn schoolopleiding voort op Schoonoord in Zeist, waar hij in 1973 eindexamen gymnasium alfa deed. Hij twijfelde tussen dierenarts en journalist, maar omdat hij niet zo sterk was in bèta-vakken, werd het de journalistiek. Groenhuijsen studeerde geschiedenis aan de Universiteit Utrecht waar hij lid werd van studentenvereniging CS Veritas.
Tijdens zijn studie werkte hij bij het Utrechts Universiteitsblad (1974). In 1975 brak hij zijn studie halverwege af omdat hij als redacteur bij het ANP en de Volkskrant kon gaan werken. Vanaf 1977 werkte hij bij dezelfde krant als verslaggever voor Amsterdam en Utrecht. In 1983 stapte hij over naar de NOS.

### Verenigde Staten
Bij de NOS was Groenhuijsen aanvankelijk algemeen verslaggever maar in 1986 vertrok hij naar de Verenigde Staten waar hij Amerika-correspondent werd voor het NOS Journaal. Hij keerde in 1989 terug en werkte als presentator en programmamaker voor NOS-Laat (samen met Maartje van Weegen) en NOVA. Groenhuijsen vertrok in 1996 weer naar de Verenigde Staten, als presentator van NOVA werd hij opgevolgd door Rob Trip. Als freelance-journalist was hij Amerika-correspondent voor het NOS Journaal, NOVA, Vrij Nederland en Intermediair. Als NOS-correspondent werd hij per 1 februari 2005 opgevolgd door Wouter Kurpershoek.

### Journaal
Later dat jaar werd bekend dat Groenhuijsen met ingang van 1 januari 2006 zou terugkeren naar het NOS Journaal als opvolger van anchorman Philip Freriks, een functie die hij zou delen met Sacha de Boer. Groenhuijsen wilde tijdelijk op en neer reizen tussen Hilversum en Washington. De NOS vond echter dat Groenhuijsen, als belangrijk presentator van het journaal, in Nederland zou moeten wonen.
Sommige collega's voelden zich door hem geschoffeerd door uitlatingen die hij over hen deed. In het weekblad HP/De Tijd betichtte hij zijn collega's in Hilversum van een "linkse houding", en "intellectuele luiheid". In de Volkskrant zette hij zich af tegen collega Amerika-correspondent Twan Huys en opvolger Wouter Kurpershoek. Groenhuijsen en de NOS kwamen aanvankelijk nog een overgangsregeling overeen: tot 1 augustus 2006 zou Groenhuijsen heen en weer vliegen. Vanaf die datum zou hij permanent in Nederland verblijven en na een jaar zou zijn gezin ook in Nederland komen wonen. Op 31 augustus 2005 werd bekendgemaakt dat zijn benoeming rond was.
Op 1 december 2005 kwam echter naar buiten dat hij door de NOS was ontslagen vanwege een vertrouwensbreuk. Aanleiding bleek de voortgaande controverse met NOS Nieuws-hoofdredacteur Hans Laroes over het strakke beleid ten aanzien van neveninkomsten. In dat kader had Groenhuijsen de hoofdredactie in een e-mail betiteld als 'schnabbel-Gestapo', een uitspraak waarvan hij later zei dat hij die niet vijandelijk, maar "als grap" had bedoeld. Veel Journaal-collega's steunden Groenhuijsen en lieten in e-mails weten hem te zullen missen. Deze steunbetuigingen speelden een belangrijke rol in de rechtszaak die volgde bij de kantonrechter in Hilversum.

### Na het Journaal

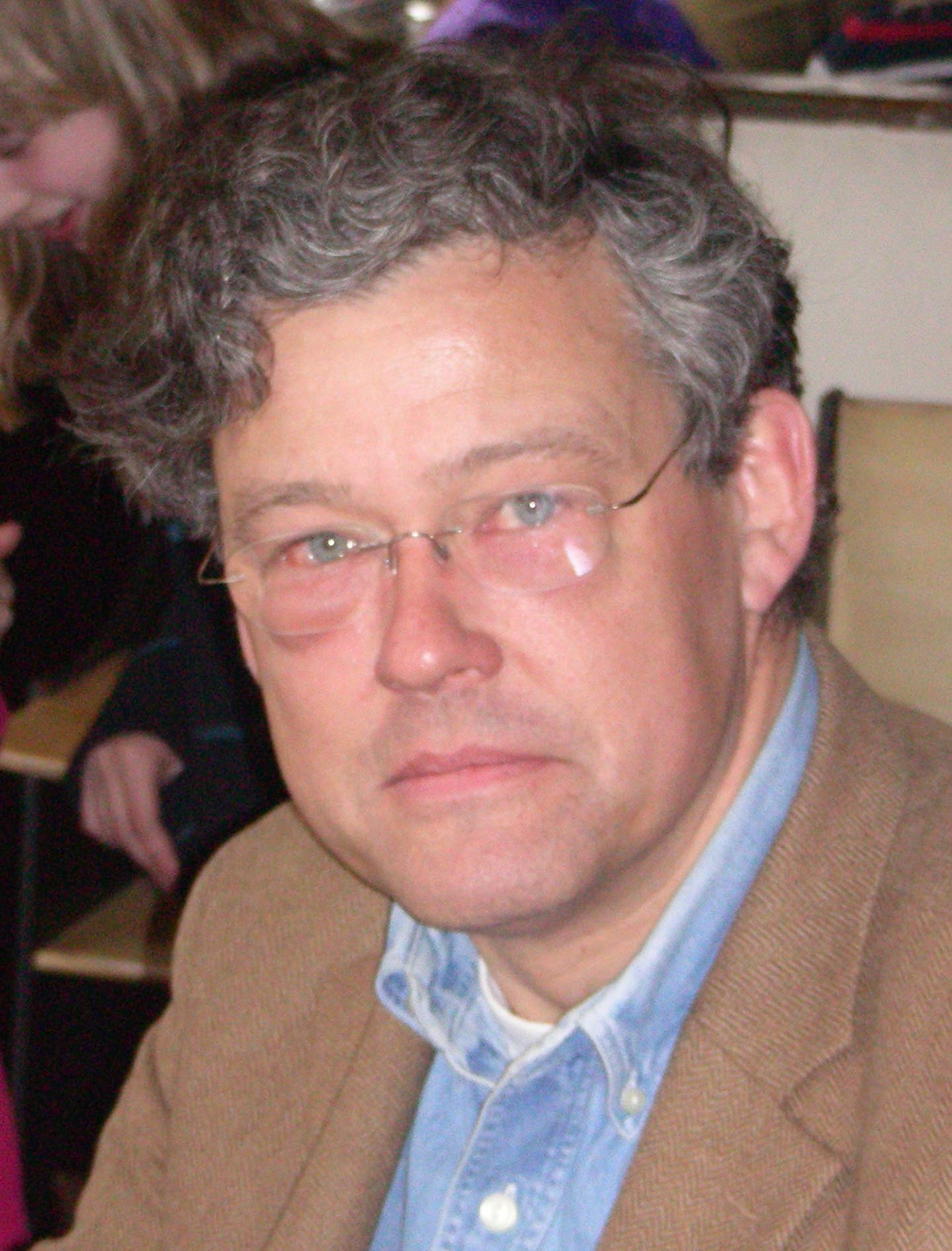
Charles Groenhuijsen in 2006

Op 17 februari 2006 stelde de kantonrechter Groenhuijsen in het gelijk. Hij kreeg van de rechter een vergoeding van 489.375 euro toegekend. Zijn arbeidscontract bij de NOS liep per 1 april 2006 af. In totaal heeft hij 23 jaar voor de NOS gewerkt.
In juli 2006 werkte Groenhuijsen vanuit een kantoor bij de Wereldomroep in Hilversum, en vanuit zijn huis in Washington D.C. als columnist, schrijver, spreker en presentator. Hij schreef columns voor Kluwer. In 2006 bracht hij het boek Leve Nederland uit. In 2007 publiceerde hij het boek Hoera, een nieuwe president over de Amerikaanse presidentsverkiezingen van 2008.
Hij presenteerde op televisie de geschiedenisserie Verleden van Nederland. De uitzending door de VPRO was in het najaar van 2008. Sinds mei 2013 is Groenhuijsen een van de presentatoren van WNL op Zondag. Groenhuijsen is woonachtig in Utrecht en in Bethesda (Maryland), net buiten Washington D.C.. Hij is getrouwd en heeft drie kinderen.

#### Opiniesite Mootz
In september 2011 lanceerde Groenhuijsen de online opiniesite Mootz, naar eigen zeggen om het ‘online opiniemonopolie te doorbreken’. Het initiatief werd vanaf de start geplaagd door controverse. Een van de financiers van de site bleek de weinig populaire Nina Brink te zijn, en opgevoerde meewerkende 'opiniemakers' bleken van niets te weten. Nadat de site zonder eigen opiniemakers door moest verdween het initiatief in de loop van 2012 al weer stilletjes.

### Terugkeer op Nederlandse televisie
In het verdere verloop van de jaren 10 verscheen Groenhuijzen geregeld als commentator in Nederlandse talkshows. Van begin 2020 tot juni 2024 was hij, samen met de journaliste Carrie ten Napel, wekelijks op woensdag presentator van de talkshow Op1 bij de NPO.
Daarnaast is Groenhuijsen zijn eigen podcast begonnen over Amerika en positief denken.

## Eerbewijzen
- 1999 - Tweejaarlijkse Professor Herman Wekker Prijs, wegens zijn gave om "allerlei aspecten van de VS, van de structuur van het staatsbestel tot en met de aard van het dagelijkse leven op straat en in de supermarkt, voor de Nederlandse kijker begrijpelijk, ja zelfs voelbaar te maken".
- 2003 - Genomineerd voor de onderscheiding 'Beste Omroepman van het Jaar'.
- 2006 - Bij het 50-jarig jubileum van het NOS Journaal kozen de kijkers van het Journaal Groenhuijsen als de 'Beste Correspondent' die de nieuwsrubriek ooit had.